# 123 v.Chr.
123 v.Chr. is een jaartal volgens de christelijke jaartelling.

## Gebeurtenissen

### Italië
- In Rome worden Quintus Caecilius Metellus Balearicus en Titus Quinctius Flaminius benoemd tot consul van het Imperium Romanum.
- Quintus Caecilius Metellus verovert de Balearen en sticht Palma de Mallorca als colonia, met een garnizoen van 3.000 legionairs.
- Gaius Sextius Calvinus, proconsul van Gallia Transalpina, verwoest het Keltische oppidum van Aix (Aquae Sextiae) en sticht de handelskolonie Aix-en-Provence.
- Gaius Sempronius Gracchus, de jongere broer van Tiberius Gracchus, wordt door de Senaat verkozen tot volkstribuun. Hij hervat de plannen van zijn broer door het voorstellen van een lex agraria (akkerwet) en laat maandelijks graan tegen een lage prijs verkopen aan Romeinse burgers.

### Syrië
- Alexander II Zabinas wordt door woestijnrovers gevangengenomen en uitgeleverd aan Antiochus VIII Grypos in Antiochië, daar wordt hij in het openbaar door de Syriërs geëxecuteerd.

## Geboren
- Quintus Sertorius (* ~123 v.Chr. - † ~72 v.Chr.), Romeins tribunus en rebellenleider

## Overleden
- Alexander II Zabinas, koning van het Seleucidenrijk (Syrië)